# Lo malo
Lo malo és una cançó creada per Brisa Fenoy i Lluís Mosquera, amb lletra traduïda i adaptada de Chico malo de Will Sims i Jess Morgan, i interpretada per Aitana War (duo format per Aitana Ocaña i Ana Guerra) el 2018, aleshores ambdós membres d'Operación Triunfo. Es posà de moda des que va eixir i té un vídeo musical. Fou presentada per a representar a Espanya al Festival de la Cançó d'Eurovisió i no fou seleccionada, sense que impedira que fóra la més venuda a Espanya, sent la primera cançó més venuda a Espanya que fóra nativa des de fa dos anys. Les lletres de la cançó tenen la característica contextual de trencar amb la tradició misògina de les líriques de la música llatinoamericana i la característica pròpia de llençar un missatge feminista.
Presentaren per al Festival de la Cançó d'Eurovisió la cançó sota el títol de Chico malo. Canviaren el nom per estar registrat com a marca comercial. La cançó no agrada del tot a les intèrprets, especialment el que hi hagueren paraules en anglès, fet que portà a Brisa Fenoy a canviar la lletra segons els suggeriments de les cantants.

## Rebuda
Fou la cançó 11 de la llista 50 més escoltades a Spotify a nivell global. Fou la segona cançó més descarregada a iTunes a Espanya. Es convertí en disc de platí a Espanya després d'haver sigut disc d'or a Espanya a principis de març del 2018. Durant la setmana del 16 al 22 de març de 2018 fou la cinquena cançó més venuda, segons la llista PROMUSICAE.
L'èxit de la cançó portà a les intèrprets al Primavera Pop 2018.
El vídeo musical es viralitzà al poc de ser penjat a Youtube.
La cançó va fer que la compositora adaptadora Brisa Fenoy guanyara el premi Racimo a la XXVI edició dels premis Racimos i Filoxera.

## Ús de la cançó
Durant la Vaga feminista del 8 de març de 2018, en las diferents manifestacions convocades en diverses localitats espanyoles com Madrid, València o Barcelona, es van poder veure pancartes amb la lletra i el missatge feminista de la cançó per a donar un missatge de suport a la dona i de rebuig a les conductes masclistes.
Inditex utilitzà la cançó amb permís per traure camisetes amb les seues lletres. La camiseta, venuda per la marca Stradivarius, es va esgotar en menys de 24 hores d'haver sigut llançada a la venda el mes d'abril de 2018.